# Момбаса (округ)
Момбаса (англ. Mombasa) — один из 47 округов (county, до 2013 года — district), админитстративно-территориальных единиц первого уровня Кении. Момбаса является административным центром и единственным городом округа. По экономическому развитию округ занимает второе место в стране после Найроби. Первоначально входил в состав Прибрежной провинции. Является самым маленьким округом в Кении, его площадь составляет 229,7 км², не считая 65 км² водной массы. Округ граничит с округом Килифи на севере, округом Квале на юго-западе и Индийским океаном на востоке. В административном отношении округ разделён на семь частей, восемнадцать населённых пунктов и тридцать подрайонов.
Кения была поделена на восемь провинций до 2013 года, которые затем были преобразованы в 47 округов. В упразднённой Прибрежной провинции имелось шесть районов, одним из которых был Момбаса, расположенный на юго-востоке. Он был самым маленьким по площади, которая составляла 212,5 км². Округ расположен между 3°56′ и 4°10′ южной широты и 39°34′ и 39°46′ восточной долготы.

## География
Округ и город разделены на четыре части:
- Остров Момбаса: 14,1 км2;
- Чангамве: 54,5 км2;
- Ликони: 51,3 км2;
- Кисауни: 109,7 км2.

## Население
Момбаса является городским округом, здесь проживает большое количество как местных жителей, так и иммигрантов. Местные общины включают: миджикенда, суахили и кенийских арабов. Миджикенда — самая большая община в округе Момбаса, составляющая почти 35 % от общей численности населения. Сообщество иммигрантов камба является вторым по величине этническим сообществом в округе, составляющим почти 30 % от общей численности населения.

## Избирательные округа
Округ состоит из 6 избирательных округов:
| Название | Перепись 2009 года | Площадь | Количество административных районов |
| -------- | ------------------ | ------- | ----------------------------------- |
| Чангамве | 147,613            | 16      | 5                                   |
| Джомву   | 102,566            | 29      | 3                                   |
| Кисауни  | 194,065            | 88,7    | 7                                   |
| Ньяли    | 185,990            | 22,88   | 5                                   |
| Ликони   | 166,008            | 41,10   | 5                                   |
| Мвита    | 143,128            | 14,80   | 5                                   |
| Всего    | 939,370            | 212,48  | 30                                  |

Округ Момбаса расположен в пределах прибрежной низменности, которая постепенно поднимается от уровня моря на востоке до чуть более 76 м над уровнем моря на западе материковой части. Самая высокая точка находится на холмах Нгуу Тату на севере материка и возвышается на 100 м над уровнем моря.

## Урбанизация
| Округа Момбаса              | Статистика в округе (проценты) |
| --------------------------- | ------------------------------ |
| Урбанизация                 | 100                            |
| Грамотность                 | 85,8                           |
| Посещение школы (15-18 лет) | 53,6                           |
| Асфальтированные дороги     | 28,6                           |
| Качественные дороги         | 32                             |
| Доступ к электричеству      | 59                             |
| Уровень бедности            | 37,6                           |
| Источник:.                  |                                |

## Персоналии
- Джохо, Хассан (род. 1976) — первый губернатор округа Момбаса.